# Marina Hands

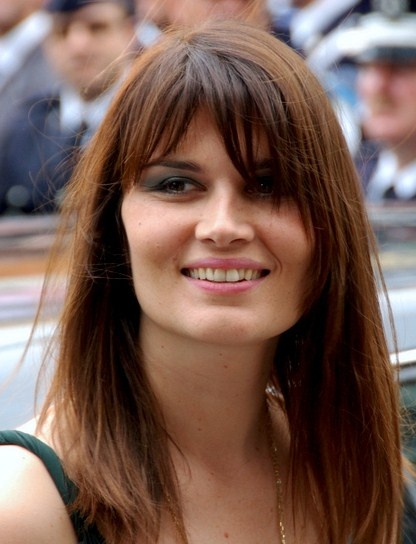
Marina Hands (2008)

Andrea Marina Hands (* 10. Januar 1975 in Paris, übliche Aussprache des Namens: [maʀina 'ɑ̃(d)s]) ist eine französische Theater- und Filmschauspielerin. Einem breiten Publikum wurde sie bekannt durch ihre Interpretation der Lady Chatterley in Pascale Ferrans gleichnamigem Spielfilm (2006), für die sie u. a. mit dem César ausgezeichnet wurde, sowie durch ihre Nebenrolle als Delphine Garnier in der Serie Black Spot (2017).

## Biografie

### Kindheit und Ausbildung
Marina Hands wurde 1975 in Paris (andere Quellen geben 1977 als Geburtsjahr an) als Tochter der französischen Schauspielerin Ludmila Mikaël und des britischen Theaterregisseurs Terry Hands geboren. Da die Ehe der Eltern früh geschieden wurde, wuchs sie in Frankreich bei ihrer Mutter auf, die sie vor dem harten Schauspieleralltag beschützte. Die Sommer verbrachte sie in jungen Jahren bei ihrem Vater in England, der sich zu jener Zeit als künstlerischer Leiter und später als Intendant der Royal Shakespeare Company einen Namen machte und seine Tochter oft zu Theaterproben oder -aufführungen mitnahm. Hands hatte nicht vor, Schauspielerin zu werden. Sie wollte sich von ihren Eltern, vor allem von ihrer Mutter, unterscheiden. In ihrer Kindheit erwärmte sich die Enkelin des Malers Pierre Dmitrienko für den Tanz und für Pferde, und so reifte sie zu einer talentierten Springreiterin heran. „Als Jugendliche nahm ich den Zug und fuhr zu meinem Pferd in die Normandie oder in den Wald. Abende mit Freunden interessierten mich nicht. Ich war nur in der Natur glücklich. Meine Freundinnen gaben mir den Namen Pocahontas.“ Sie gewann als junge Springreiterin mehrere Preise, wurde in die französische Juniorennationalmannschaft berufen und nahm an europäischen Titelkämpfen teil. Mit 18 Jahren sah sie jedoch ein, dass ihr eine erfolgreiche sportliche Laufbahn bei den Seniorinnen wohl verwehrt bleiben würde.
Nach dem Abitur nahm Hands eine einjährige Auszeit, ehe sich die 19-Jährige auf Wunsch ihres Vaters für ein Englischstudium an der Universität einschrieb, das sie jedoch schon bald abbrach. Sie entschied sich, doch in die Fußstapfen ihrer Mutter zu treten und eine Schauspielausbildung anzustreben, obwohl Ludmila Mikaël in Frankreich als erfolgreiche und vielrespektierte Theaterschauspielerin gilt. Hands fürchtete deshalb zu Beginn ihrer Karriere Kritikerstimmen, die ihre Ambitionen nicht ernst nehmen, sondern in den guten Kontakten der berühmten Eltern begründet sehen würden.
Ein Jahr später, 1995, gelang Hands der Eintritt in die Classe Libre der Pariser Schauspielschule École de l’Acteur Florent, wo unter anderem so bekannte französische Mimen wie Isabelle Adjani, Daniel Auteuil oder Sophie Marceau ihre Schauspielausbildung absolviert hatten. Am Cours Florent erhielt die zu Anfang sehr reservierte Schauspielschülerin zwei Jahre Unterricht bei Philippe Joiris, in dem sie ihren Mentor fand und der ihr Selbstvertrauen stärkte. „Ich erkannte, dass die Schauspielerei für mich therapeutisch war. Ich war sehr gehemmt, verschlossen, und plötzlich habe ich mich befreit. Als ich damit begann, beim Spielen zu experimentieren, starke Figuren zu verkörpern, hatte ich das überwältigende, verrückte Gefühl, dass da eine andere Person in mir wäre und sich offenbarte. Ich war nicht mehr die süße, engelsgesichtige Marina mit der schwachen Stimme …“, so Hands.
Danach bereitete sie sich auf die Aufnahmeprüfung am renommierten Conservatoire national supérieur d’art dramatique (CNSAD) vor und erhielt 1996 eine erste, kleine Rolle in Gérard Desarthes und François Marthourets Inszenierung von Hjalmar Söderbergs Gertrud am Pariser Théâtre Hébertot. In dem Drama bekleideten Desarthe und Hands’ Mutter Ludmila Mikaël die Hauptrollen. Von ihrer Mutter mit der Figur der Dona Prouhèze aus dem Claudel-Stück Le Soulier de satin verglichen, fand Hands wenig später Aufnahme an der CNSAD. Dort absolvierte sie bis 1999 ihre Ausbildung zur Schauspielerin. Im ersten Jahr studierte sie bei der Schauspielprofessorin Muriel Mayette. Das zweite Jahr verbrachte sie bei John Link und Collin Cook an der London Academy of Music and Dramatic Art (LAMDA), wo sie unter der Regie von John Bashford bzw. Penny Cherns in Ödön von Horváths Geschichten aus dem Wiener Wald und William Shakespeares Der Kaufmann von Venedig agierte.
Für das letzte Jahr ihrer Ausbildung wechselte sie zurück an das Conservatoire nach Paris, um mit Patrice Chéreau und Klaus Michael Grüber zusammenzuarbeiten. Hands wurde dem Atelier des deutschen Theaterregisseurs zugeteilt und erschien im Oktober 1998 in dessen Version von Luigi Pirandellos Die Riesen vom Berge, in der sie an der Seite von Michel Piccoli spielte. Le Monde feierte sie da bereits als einen am Schauspielhimmel aufsteigenden Stern und verglich die zartstimmige, brünette Aktrice mit ihrer Mutter. „Außer der Schönheit hat sie das Mysterium, die Grazie, die Kraft, die [...] ein unbestreitbares Talent zeigen.“

### Theaterkarriere
Noch im dritten Jahr ihrer Ausbildung am Conservatoire erhielt sie Ende 1998 ein Engagement in Adrian Brines Pariser Inszenierung von Dion Boucicaults London Assurance, Le bel air de Londres, am Théâtre de la Porte Saint-Martin. Bereits ihre erste große Hauptrolle, in der sie als junge Erbin im England von Oscar Wilde sich mit einem alten, maßlosen und in die Jugend vernarrten Lord (gespielt von Robert Hirsch) verloben will, brachte ihr eine Nominierung für den wichtigsten französischen Theaterpreis Molière als beste Nachwuchsschauspielerin ein. Der Zusammenarbeit mit Hirsch folgte zwischen 1998 und 1999 die Titelrolle in Arthur Schnitzlers Fräulein Else auf einer dreimonatigen Theatertournee mit Didier Long, der das Stück zuvor in Paris mit Isabelle Carré erfolgreich umgesetzt hatte. Im März sowie im November/Dezember 2001 interpretierte sie in Nizza bzw. in Bobigny mit der Roxane die weibliche Hauptrolle in Jacques Webers (auf ein junges Schauspielensemble vertrauender) Version von Edmond Rostands Cyrano de Bergerac, für das sie erneut großes Lob von der französischen Kritik erntete.
Der Durchbruch als Theaterschauspielerin folgte Ende Januar 2003 mit Patrice Chéreaus opulenter Inszenierung von Phèdre, in der Hands an der Seite von Titelheldin Dominique Blanc und Pascal Greggory zu sehen war. Die mit Kostümen der preisgekrönten Designerin Moidele Bickel (Die Bartholomäusnacht) ausgestattete Racine-Tragödie wurde in Paris als „Triumph“ gefeiert und über die Grenzen Frankreichs hinaus – beispielsweise von der Süddeutschen Zeitung – als „Sensation“ beschrieben, die drei Monate später in Bochum das Ruhr-Triennale-Festival eröffnete und noch im selben Jahr in Frankreich in einer Fernsehfassung veröffentlicht wurde. Für den Part der Arikia (wurde von Chéreau ausgebaut und von der Libération als selbstbewusstes und einfaches Porträt gelobt), wurde Hands wenige Monate später als beste Nebendarstellerin erneut für den Molière nominiert, den dann aber Annie Sinigalia (Poste Restante) erhielt. Nach ihrem eigenen Bekunden war das Wiedersehen mit Patrice Chéreau ein bedeutender Wendepunkt für ihre Karriere. Phèdra ließ sie „wachsen“, und der Theaterregisseur gab ihr ihre „Selbständigkeit“. Dominique Blanc sagte der jungen Schauspielkollegin nach der Zusammenarbeit eine internationale Karriere voraus. Chéreau lobte Hands für ihre Kraft und ihre Reife, die er auf die anspruchsvolle Ausbildung in England und die bescheidenere am Conservatoire zurückführte.
Als Königin Isabelle sah man sie ein Jahr später in Thierry de Perettis Version von Shakespeares Richard II. am Théâtre de la Ville (2004), die Vergleiche zur deutschen Film- und Theaterschauspielerin Angela Winkler provozierten, ehe sie mit Jahresbeginn 2006 dem Ensemble der Comédie-Française beitrat. Am französischen Staatstheater konservierte sie ihr seit Phèdre gewonnenes Renommée als ernstzunehmende Theaterschauspielerin; dort gab sie im Frühjahr als Prinzessin in Paul Claudels Goldhaupt (März 2006) von Anne Delbée ihren Einstand, dem im Mai 2007 eine „exzellente“ Leistung als schöne Yse in Claudels Mittagswende unter der Regie von Yves Beaunesne folgte. In derselben Rolle hatte 32 Jahre zuvor Hands’ Mutter Ludmila Mikaël ihren Einstand bei der Comédie-Française gegeben. Anfang September 2007 verließ Hands das französische Staatstheater, um sich vermehrt ihrer Filmkarriere zu widmen. Noch einmal sah man sie Ende Oktober an der Comédie-Française als Célimène in Lukas Hemlebs Molière-Stück Der Misanthrop.
Im Mai 2009 dann übernahm Hands unter der Regie ihres Vaters Terry Hands an der Seite von Claire Price die Titelrolle in Schillers Maria Stuart am walisischen Clwyd Theatr Cymru. Von September bis Oktober 2009 war sie erneut als Yse in einer Inszenierung von Claudels Mittagswende am Pariser Théâtre de Marigny zu sehen, mit der sie auch auf Tournee ging.

### Film- und Fernseharbeit
Parallel zu ihrer Arbeit am Theater war die schüchterne Aktrice („Ich bin eher ein Mädchen des Schattens“) 1996 in dem ersten Kurzfilm des Schauspielers Guillaume Canet (Sans regrets) zu sehen, den sie aus ihrer Zeit als Springreiterin kannte und dem eine Karriere im Reitsportzirkus gleichfalls verwehrt geblieben war. 2001 folgte eine Nebenrolle in Andrzej Żuławskis Kinoproduktion Die Treue der Frauen, erneut an der Seite von Guillaume Canet und Sophie Marceau, die Hands bei den Dreharbeiten protegierte. Ersten Erfolg erntete sie ein Jahr später durch Un pique-nique chez Osiris (2000) von Regisseurin Nina Companéez. In dem Fernsehzweiteiler, von Le Figaro als „romantisches Fresko“ gelobt und mit Filmen von Charlie Chaplin und Stücken Anton Tschechows verglichen, gibt sie gemeinsam mit Dominique Blanc und Dominique Reymond drei französischen Frauen ein Gesicht, die vor dem Hintergrund der Dreyfus-Affäre nach Ägypten reisen, wobei jede auf ihre Art sich offenbart und der Welt öffnet. Der Part der Héloïse brachte Hands noch im selben Jahr die Darstellerpreise auf den Fernsehfestivals von Luchon und Monte Carlo ein. Daran anknüpfen konnte sie 2002 mit Yves Angelos Kinoproduktion Sur le bout des doigts, in der sie als Mutter von Anne Sophie Latour ihre Frustration auf das Klaviertalent ihrer Tochter projiziert.
Einem internationalen Kinopublikum bekannt wurde Hands, die dem Aussehen nach mit Emmanuelle Seigner verglichen wurde, erst durch den kleinen Part als Verlobte von Stéphane Rousseau in Denys Arcands Tragikomödie Die Invasion der Barbaren (2003), die 2004 den Oscar für den besten fremdsprachigen Film und vier Césars gewann. Der kommerzielle Kinoerfolg stellte sich für die fast ausschließlich in Filmdramen agierende Französin erst mit größer angelegten Rollen in Historienfilmen ein. Selbst für den wichtigsten französischen Filmpreis wurde Hands erstmals 2006 nominiert – für die zweite Zusammenarbeit mit Yves Angelo an dem Krimidrama Les âmes grises, das zur Zeit des Ersten Weltkriegs angesiedelt ist. In der Verfilmung des gleichnamigen, preisgekrönten Bestsellerromans von Philippe Claudel über Wahrheit, Täuschung und Schuld ist sie neben Jean-Pierre Marielle, Jacques Villeret und Denis Podalydès als schöne Lehrerin Lysia Verhareine zu sehen, die sich ihrem mobilisierten Verlobten zuliebe in ein kleines französisches Dorf nahe der Kriegsfront versetzen lässt, das mit dem Mord an einem 9-jährigen Mädchen konfrontiert wird.
Wurde der César für die beste Nachwuchsdarstellerin des Jahres 2006 noch an Linh Dan Pham (Der wilde Schlag meines Herzens) verliehen, katapultierte sich Hands im folgenden Jahr, nach dem kleinen Part als junge Geliebte von Kristin Scott Thomas in Guillaume Canets preisgekröntem Thriller Kein Sterbenswort, mit der Titelrolle der Lady Chatterley in Pascale Ferrans gleichnamiger Verfilmung nach D. H. Lawrence in die Riege der führenden französischen Filmschauspielerinnen. Für die Darstellung der den Konventionen ihrer Zeit trotzenden englischen Aristokratin, die sich durch eine Dreiecksbeziehung zwischen ihrem standesgemäßen Ehemann (gespielt von Hippolyte Girardot), einem Kriegsinvaliden, und einem Wildhüter des Landsitzes (Jean-Louis Coullo’ch) ihrer Sexualität bewusst wird, hatte Hands an Gewicht zugenommen und gemeinsam mit ihrem männlichen Co-Star Unterricht bei einer Buto-Tänzerin erhalten. Der Lohn war bei der Césarverleihung 2007 der Preis als beste Hauptdarstellerin, während der Film zur besten französischen Kinoproduktion des Vorjahres gekürt wurde. Lady Chatterley, der auf einer zweiten Version des bekannten Romans von Lawrence basiert und unter dem Titel Lady Chatterley et l’homme des bois auch in einer fast vierstündigen Fernsehfassung vorliegt, war auch internationaler Erfolg bei der Kritik beschieden. Er lief im Februar 2007 in der Nebenreihe Panorama auf den 57. Filmfestspielen von Berlin, wo ihn die taz als „zurückhaltend“, „zart“ und „Sensibilität der Natur“ anpries. Die New York Times lobte Hands’ Lady Chatterley als „täuschend echte Mischung aus Haltung und Natürlichkeit“, und die Französin wurde im Mai mit dem Darstellerpreis auf dem New Yorker Tribeca Film Festival prämiert.
Hands ist wählerisch bei ihrer Rollenwahl. Nach Lady Chatterley war die „Lady du Français“ mit Julian Schnabels Filmbiografie Schmetterling und Taucherglocke 2007 auf den Filmfestspielen von Cannes vertreten. In dem Drama spielte sie die Geliebte von Mathieu Amalric, der nach einem Schlaganfall am Locked-in-Syndrom leidet. Daraufhin wurde sie zusammen mit Mads Mikkelsen für die Hauptrolle in William Friedkins Coco & Igor gehandelt, das die leidenschaftliche Liebesbeziehung zwischen der Modeschöpferin Coco Chanel und dem russischen Komponisten Igor Strawinski thematisieren sollte. Die Hollywood-Produktion konkurrierte mit dem Projekt Coco Chanel – Der Beginn einer Leidenschaft der französischen Regisseurin Anne Fontaine, die plante, das Leben der jungen Coco mit Audrey Tautou zu verfilmen. Coco & Igor wurde aus finanziellen Gründen später in Frankreich mit Mikkelsen, Anna Mouglalis und Regisseur Jan Kounen unter dem Titel Coco Chanel & Igor Stravinsky (2009) realisiert. Hands agierte daraufhin in Ilan Flammers Drama Le temps d’un regard (2007) und stieß 2008 zum Schauspielensemble von Danièle Thompsons Komödie Affären à la carte (2009), in der sie als Karin Viards chaotische Schwester mit Vaterkomplex zu sehen war. Im selben Jahr war die Schauspielerin bei den 61. Filmfestspielen von Cannes neben der dänischen Regisseurin Susanne Bier und Olivier Assayas in der Jury der Reihe Cinéfondation vertreten.
Im Juni 2009 folgte in Frankreich der Kinostart des französisch-kanadischen Filmdramas Story of Jen (2008), in dem sie als verzweifelte alleinerziehende Mutter aus der nordamerikanischen Vorstadt agiert. „Durch Sarah (ihre Rolle in Story of Jen) konnte ich Gewalt, Einsamkeit zum Ausdruck bringen: Gefühle, die ich kenne. Ich habe immer die fehlerbehafteten Figuren geliebt“, so Hands. Anfang Oktober 2009 folgte der französische Kinostart von Julie Lopes-Curvals Spielfilm Mères et filles (2009). Bei den Dreharbeiten zu dem Drama wurde sie von Catherine Deneuve protegiert, welche die Rolle ihrer Mutter übernahm. 2011 verkörperte Hands in Caroline Hupperts Fernsehfilm Pour Djamila Gisèle Halimi. Für ihre Darstellung der französischen Anwältin, Feministin und Bürgerrechtsaktivistin tunesischer Abstammung erhielt sie 2012 eine Nominierung für die Goldene Nymphe des Fernsehfestivals Monte Carlo.
Marina Hands lebt in Paris.

## Theaterstücke
- 1996: Gertrud
- 1998: Geschichten aus dem Wiener Wald
- 1998: Der Kaufmann von Venedig
- 1998: Die Riesen vom Berge (Les géants de la montagne)
- 1998–1999: Fräulein Else (Mademoiselle Else)
- 1998–1999: Le bel air de Londres (London Assurance)
- 2001: Cyrano de Bergerac
- 2003: Phèdre
- 2004: Richard II.
- 2006: Goldhaupt (Tête d’or)
- 2007: Mittagswende (Partage de midi)
- 2009: Maria Stuart
- 2009: Mittagswende (Partage de midi)
- 2013: Jappeloup – Eine Legende

## Filmografie
- 1996: Sans regrets (Kurzfilm)
- 2000: Die Treue der Frauen (La Fidélité)
- 2000: Un pique-nique chez Osiris (TV)
- 2002: Sur le bout des doigts
- 2003: À la fenêtre (Kurzfilm)
- 2003: Die Invasion der Barbaren (Les invasions barbares)
- 2004: Mon homme (Kurzfilm)
- 2005: Les âmes grises
- 2006: Kein Sterbenswort (Ne le dis à personne)
- 2006: Lady Chatterley
- 2007: Schmetterling und Taucherglocke (Le scaphandre et le papillon)
- 2007: Le temps d’un regard
- 2008: Ein Wort hätte genügt (Story of Jen)
- 2009: Affären à la carte (Le code a changé)
- 2009: Mères et filles
- 2010: Une exécution ordinaire
- 2010: Ensemble, nous allons vivre une très, très grande histoire d’amour…
- 2011: Partage de midi (TV)
- 2011: Voyez comme ils dansent
- 2011: Sie hat alles gestanden (Pour Djamila) (TV)
- 2011: Seitengänge (Sport de filles)
- 2013: Jappeloup – Eine Legende (Jappeloup)
- 2014: French Women – Was Frauen wirklich wollen (Sous les jupes des filles)
- 2014: Les jours venus
- 2014: GHB: To Be or Not to Be
- 2015: Chic!
- 2018: Guy
- 2020: Ein Triumph (Un triomphe)
- 2022: Hommes au bord de la crise de nerfs
- 2022: Le principal
- 2023: Cinq hectares

## Serien
- 2017: Taboo (3 Folgen)
- 2019: Capitaine Marleau (Folge 3x02 Grand Huit)
- 2019: Black Spot (Zone Blanche, 6 Folgen)
- 2019–2021: Eine kleine Lüge (Mytho, 12 Folgen)
- 2022: Nebensaison (Hors saison, 9 Folgen)

## Auszeichnungen
- 1999: Molière-Nominierung für Le bel air de Londres (Beste Nachwuchsdarstellerin)
- 2000: Darstellerpreis des Fernsehfestivals von Luchon für Un pique-nique chez Osiris
- 2000: Darstellerpreis des Fernsehfestivals von Monte Carlo für Un pique-nique chez Osiris
- 2003: Molière-Nominierung für Phèdre (Beste Nebendarstellerin)
- 2006: César-Nominierung für Les âmes grises (Beste Nachwuchsdarstellerin)
- 2007: Nominierung für den Étoile d’Or für Lady Chatterley (Beste Nebendarstellerin)
- 2007: Prix Lumières für Lady Chatterley (Beste Darstellerin)
- 2007: César für Lady Chatterley (Beste Hauptdarstellerin), eine weitere Nominierung (Beste Nachwuchsdarstellerin)
- 2007: Darstellerpreis des Tribeca Film Festival für Lady Chatterley
- 2008: Molière-Nominierung für Partage de midi (Beste Hauptdarstellerin)
- 2012: Nominierung für die Goldene Nymphe des Fernsehfestivals von Monte Carlo für Pour Djamila (Beste Darstellerin in einem Fernsehfilm)